# Її тіло
«Її тіло» (чеськ. Její tělo) — чесько-словацький фільм режисерки-документалістки Наталії Цісаржовської 2023 року. Це її дебютний повнометражний художній фільм. Фільм розповідає про Андрею Абсолонову, яка разом із сестрою Луцією представляла Чехію у дисципліні стрибків у воду. Згодом Андреа стала популярною порноакторкою та померла у 2004 році у 27 років.
Стрічку підтримали Державний фонд кінематографа та Аудіовізуальний фонд Словаччини.

## Сюжет
Андреа та Луція Абсолонови — сестри, які разом тренуються стрибати у воду на професійному рівні. Під тиском батьків вони присвячують тренуванням все своє життя. На вечірці, яку Луція влаштувала у їхній кімнаті в гуртожитку, Андреа знайомиться з фотографом Адамом.
Андреа готується представляти Чехію на Олімпійських іграх. Під час змагань у США Андреа серйозно травмує шию. Лікарі забороняють їй займатися професійним спортом. Оскільки Андреа не вміє робити нічого, крім стрибків у воду, вона влаштовується продавчинею до місцевого магазину. Там вона знову зустрічається з Адамом.
Провівши ніч у його квартирі, Андреа дізнається, що Адам працює режисером порнофільмів. Андреа просить познайомити її з цією галуззю. Вона починає зніматись у фільмах Адама і швидко стає популярною порнозіркою.
Завдяки порно Андреа заробляє великі гроші та здобуває популярність, але через це сильно погіршуються її стосунки з родиною. Луція відмовляється розмовляти зі сестрою, а її батьки розлучаються.
Андреа отримує запрошення на зйомки до США від відомого продюсера. Під час зйомок їй стає зле і вона непритомніє. Лікарі знаходять пухлину в її мозку. Луція відновлює стосунки з сестрою. Разом з матір'ю вони підтримують Андрею під час лікування. Титр наприкінці фільму повідомляє, що Андреа померла у віці 27 років.

## У ролях
| Актор             | Роль                        |
| ----------------- | --------------------------- |
| Наталія Ґермані   | Андреа Абсолонова           |
| Деніса Барешова   | Луція Абсолонова            |
| Зузана Маурері    | матір                       |
| Мартін Фінгер     | батько                      |
| Зузана Стівінова  | тренерка зі стрибків у воду |
| Циріл Добрий      | Адам                        |
| Мартіна Мраквіова | камео                       |

## Вихід фільму
Вихід фільму в прокат було заплановано на 16 листопада 2023 року. Фільм вийшов у 2 версіях — з цензурою для осіб віком від 15 років та без цензури для осіб віком від 18 років.